# 美妊麗魚
美妊麗魚，為輻鰭魚綱鱸形目隆頭魚亞目慈鯛科的其中一種，分布於非洲馬拉威湖、Chiuta河、Chilwa河、三比西河下游流域，體長可達15公分，棲息在溪流、湖泊，屬雜食性，以藻類、浮游生物、小魚等為食，可作為食用魚及觀賞魚。